# Manoah Steves
Pour les articles homonymes, voir Steves.
Manoah Steves (initialement Steeves) (1828-1897) est un pionnier canadien, fondateur de Steveston (en) en Colombie-Britannique. Le village est par la suite fusionné à la ville de Richmond, dans le Grand Vancouver.

## Biographie

### Famille
Descendant de Heinrich Stief et Regina Stahlecker qui sont à l'origine de la famille Steeves en Amérique du Nord,, Steves est un cousin germain du pères de la Confédération William Steeves. Il est aussi l'arrière-grand-père de l'homme politique de Richmond Harold Steves qui rachete en 2021 la ferme fondée par Manoah.

### Vie
Né au Nouveau-Brunswick, Steves déménage en Ontario en 1868 avec sa conjointe Martha et ensuite brièvement dans l'État du Maryland au États-Unis. En 1877, le couple s'installe sur Lulu Island où il fait l'achat d'une terre de 400 acres dans le sud-ouest de l'île,. Peu de temps après son arrivée, Steves modifie son nom en retirant le second « e » de son nom. À Lulu Island, Steves ouvre une ferme laitière et importe les premières vaches de race Holstein en Colombie-Britannique. Il milite auprès de la province afin de constituer la ville de Richmond et à la suite de cette constitution, Steves siège au premier conseil municipal de la ville en 1879.

## Hommage
En plus du village qui porte son nom, l'école primaire Manoah Steves Elementary School et le Steveston Post Office sont nommés en son honneur,.

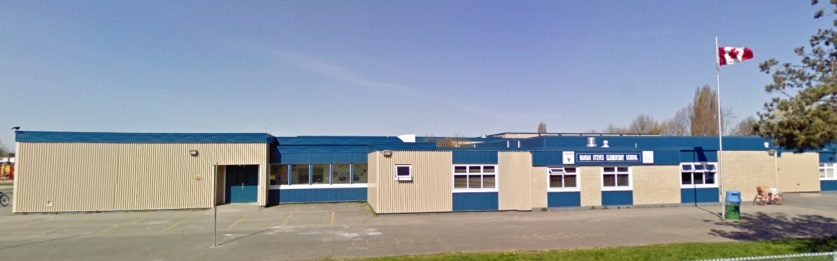
Manoah Steves Elementary School